# Phuphena petrovna
Phuphena petrovna är en fjärilsart som beskrevs av William Schaus 1904. Phuphena petrovna ingår i släktet Phuphena och familjen nattflyn. Inga underarter finns listade i Catalogue of Life.